# Маришки морунаш
Маришки морунаш (Vimba melanops), също карабалък, е вид лъчеперка от семейство Шаранови (Cyprinidae).

## Разпространение
Видът е разпространен в България, Гърция, Северна Македония и Турция. В България е уязвим.

## Описание
На дължина достига до 32 cm.